# Canonici di Maria Madre del Redentore
I canonici di Maria Madre del Redentore sono un istituto religioso canonicale maschile cattolico.
I canonici della Madre del Redentore sono comunemente detti "Piccoli fratelli di Maria, Madre del Redentore".

## Storia
La Congregazione nasce nel 1971 a Saint-Aignan-sur-Roë, ad opera della madre Maria della Croce (Maria Nault), già religiosa dell'Immacolata Concezione e fondatrice delle Piccole sorelle di Maria Madre del Redentore.
La Congregazione riceve il riconoscimento diocesano nel 1986 ad opera di monsignor Billè, vescovo di Laval.
Nel 1987 la Congregazione si affilia ai canonici regolari di Sant'Agostino confederati. Nel 1997 i piccoli fratelli ricevono, dal vescovo di Laval, la prima parrocchia da assistere: St. Pierre du Maine. La Congregazione, oltre a coltivare la vita liturgia come tutti i canonici regolari, si dedica anche a varie forme di apostolato come i pellegrinaggi, l'assistenza a movimenti cattolici, i ritiri spirituali.
Nel 2014 la Congregazione contava 34 membri ed era installata al priorato della Cotellerie, a Bazougers.

## Siti
- (FR) Madre Maria della Croce, su mere-marie-de-la-croix.com. URL consultato il 27 aprile 2009 (archiviato dall'url originale il 12 febbraio 2009).
- (FR) Sito ufficiale Congregazione, su la-cotellerie.com. URL consultato il 27 aprile 2009 (archiviato dall'url originale il 31 gennaio 2011).

| Controllo di autorità | VIAF (EN) 152522564 |